# Siluro rosso - La straordinaria storia di Rubén Gallego
Siluro rosso - La straordinaria storia di Rubén Gallego è un documentario del 2006 diretto da Mara Chiaretti, incentrato sulla figura dello scrittore cerebroleso Rubén Gallego. È stato presentato alla prima edizione della Festa del Cinema di Roma, nella sezione Extra.

## Trama
Rubén Gallego nasce nel 1968 a Mosca, unico sopravvissuto di un parto gemellare, e affetto da una paralisi motoria. Ma a sua madre Aurora, figlia di Ignacio Gallego, viene detto che anche Rubén è morto. Comincia così l'odissea del bambino, che passa da un orfanotrofio all'altro. Sopravvissuto a una vita durissima, da adulto Rubén diviene uno scrittore affermato e si mette alla ricerca della madre.

## Critica
(...) bellissimo documentario di Mara Chiaretti, Siluro rosso [è un] ritratto straordinario dello straordinario Rubén Gallego.
 (Natalia Aspesi, la Repubblica)

## Riconoscimenti
- 2006
  - Premio Nikolaj Gogol' in Italia [2]